# Peter Nolasko
Sveti Peter Nolasko, španski vitez, svetnik, * 1180, Toulos, † 24. december 1256.
Sveti Peter Nolasko goduje 28. januarja (sprva 31. januarja).
Leta 1218 je ustanovil cerkveni red Marijin red za odkup jetnikov. 
Leta 1628 je postal blaženi, leta 1655 pa svetnik.